# Lamproxynella unicolor
Lamproxynella unicolor är en tvåvingeart som först beskrevs av Walker 1836.  Lamproxynella unicolor ingår i släktet Lamproxynella och familjen borrflugor. Inga underarter finns listade i Catalogue of Life.